# Renée Dumas
Nelly Sara Korn Díaz (Buenos Aires, Argentina, 15 de diciembre de 1928 - Miami, Florida, Estados Unidos, 6 de mayo de 2019), conocida como Renée Dumas, fue una actriz argentina. En la Época de oro del cine mexicano, fue recordada por sus papeles en películas de los años 50 y 60, como Muertos de risa (1957), con Adalberto Martínez "Resortes", y El violetero (1960), con Germán Valdés "Tin-Tan".

## Carrera profesional
Era una de las vampiresas del cine de su país de la década de 1950. Debutó a fines de la década de 1940 en María de los Ángeles (1948) y Un tropezón cualquiera da en la vida (1949). Su interpretación más lucida la realizó bajo la dirección de Carlos Hugo Christensen en el episodio "Alguien al teléfono" de No abras nunca esa puerta   (1952) y adquirió popularidad con su rol en El hincha  (1951) junto a Enrique Santos Discépolo. Continuó su carrera en México, donde intervino en Ley fuga (1954) con la dirección de Adolfo Fernández Bustamante y Camelia (1954) junto a María Félix y Jorge Mistral.  Luego de una vuelta transitoria a su país, en el que bajo la dirección de Ernesto Arancibia trabajó en Pájaros de cristal (1955), retomó su carrera en México actuando en  Muertos de risa (1957), con Adalberto Martínez "Resortes", y El violetero (1960), con Germán Valdés "Tin-Tan".
Dumas contrajo nupcias con el guionista y actor catalán Fernando Galiana en 1954, hasta su muerte en 1995. 
Falleció en Miami (Florida), el 6 de mayo de 2019.

## Filmografía
Participó como actriz en los siguientes filmes:
Actriz
- Una joven de 16 años   (1963)
- El violetero   (1960)
- El renegado blanco   (1960)
- Muertos de risa   (1957)
- Pájaros de cristal   (1955)
- Ley fuga   (1954)
- Camelia  (1954)   …Nancy
- El paraíso   (1953)
- Marido de ocasión   (1952)
- No abras nunca esa puerta   (1952) (episodio Alguien al teléfono)…Luisa Valdez
- Vuelva el primero!   (1952)
- Sala de guardia  (1952)
- La vida color de rosa   (1951)
- El hincha   (1951)
- Abuso de confianza   (1950)
- Un tropezón cualquiera da en la vida   (1949) …Teresa
- María de los Ángeles    (1948) …Amiga 1